# Fiona May
Fiona May Iapichino (Slough, 12 december 1969) is een voormalig atlete, die uitkwam voor het Verenigd Koninkrijk en later voor Italië in het verspringen. Ze is tweevoudig wereldkampioene, nam deel aan vier Olympische Spelen en hield daar tweemaal een zilveren medaille aan over. Haar persoonlijk verste sprong van 7,11 m, waarmee ze zilver won op de Europese kampioenschappen van 1998, is tevens het nationale record van Italië. Eerder al had zij aan het begin van dat jaar met een sprong van 6,91 ook het nationale indoorrecord op haar naam gezet. 

## Biografie
May, dochter van naar het Verenigd Koninkrijk geëmigreerde Jamaicaanse ouders, sprong al op veertienjarige leeftijd 6,30 m ver. Op de eerste internationale kampioenschappen waaraan zij deelnam, de wereldkampioenschappen voor junioren onder 20 jaar (U20) in Annecy, werd zij achtste. Een jaar later, op de Europese kampioenschappen voor U20-junioren in Birmingham, veroverde zij met 6,64 haar eerste titel, ook al was dat met een teveel aan rugwind van +2,9 m/s. In het olympische jaar 1988 sprong zij ook op de WK U20 in Santiago met 6,88 verder dan al haar concurrentes.
Met twee aansprekende jeugdtitels op zak maakte zij vervolgens op de Olympische Spelen in 1988 haar olympische debuut en daar eindigde zij, op achttienjarige leeftijd, met 6,62 bij de beste zes.
May kwam ook kort uit in het hink-stap-springen, waarin ze een persoonlijk record van 14,65 meter vestigde. Door haar huwelijk met de Italiaan Gianni Iapichino, een voormalig polsstokhoogspringer, die ook haar coach was, verkreeg May in 1994 het Italiaans staatsburgerschap. Ze beviel van een dochter in 2002 en miste daardoor de rest van het seizoen. Haar laatste competitie van naam waren de WK van 2005, waar ze niet de finale wist te bereiken. In 2011 scheidden May en Iapichino.
In 2006 ging May met atletiekpensioen en stortte zich op een nieuwe, succesvolle carrière in de showbusiness. Na wat modellenwerk, werd ze de woordvoerder van Kinder en won ze de Italiaanse versie van Dancing with the Stars in 2006. Later dat jaar werd haar acteerdebuut in Butta la luna, een miniserie over racisme en sociale integratie, uitgezonden op Rai Uno.
In 2019 werd Fiona May ambassadeur van de Afrikaanse missies van de Salesianen van Don Bosco, in het bijzonder voor hun Ethiopische activiteiten voor alleenstaande moeders.

## Familie
Mays ouders zijn Jamaicaans. Haar dochter, Larissa Iapichino, is in de voetstappen van haar ouders getreden en werd al Italiaans en Europees kampioen op de 300 meter horden en in 2019 Europees kampioen verspringen in de categorie U20.

## Titels
- Wereldkampioene verspringen - 1995, 2001
- Wereldindoorkampioene verspringen - 1997
- Europees indoorkampioene verspringen - 1998
- Middellandse Zeespelen kampioene verspringen - 2005
- Italiaans kampioen verspringen - 1994, 1996, 2005
- Italiaans indoorkampioen verspringen - 1994, 1997, 1998
- Wereldkampioene U20 verspringen - 1988
- Europees kampioene U20 verspringen - 1987

## Persoonlijke records
Outdoor
| Onderdeel          | Prestatie | Wind (m/s) | Datum            | Plaats          |
| ------------------ | --------- | ---------- | ---------------- | --------------- |
| verspringen        | 7,11 (NR) | +0,8       | 22 augustus 1998 | Boedapest       |
| hink-stap-springen | 14,65     | +0,3       | 27 juni 1998     | Sint-Petersburg |

Indoor
| Onderdeel          | Prestatie | Datum           | Plaats   |
| ------------------ | --------- | --------------- | -------- |
| verspringen        | 6,91 (NR) | 1 maart 1998    | Valencia |
| hink-stap-springen | 14,56     | 20 januari 1998 | Florence |

## Palmares
Namens Groot-Brittannië en Engeland:
- 1986: 8e WK U20 te Annecy - 6,11 m
- 1987:  EK U20 te Birmingham - 6,64 m
- 1988:  WK U20 te Santiago - 6,88 m
- 1988: 6e OS - 6,62 m
- 1990:  Gemenebestspelen - 6,55 m
- 1990: 7e EK te Split - 6,77 m
- 1991: 19e in kwal. WK - 6,54 m
- 1992: NM OS
- 1993: 14e in kwal. WK - 6,42 m
- 1994:  Italiaanse indoorkamp. - 6,68 m

Namens Italië:
- 1994:  Italiaanse kamp. - 6,70 m
- 1994:  EK te Helsinki - 6,90 m
- 1995:  WK - 6,98 m
- 1996:  Italiaanse kamp. - 7,12 m (RW)
- 1996:  OS - 7,02 m
- 1996:  IAAF Grand Prix Final - 6,86 m
- 1997:  Italiaanse indoorkamp. - 6,84 m
- 1997:  WK indoor - 6,86 m
- 1997:  WK - 6,91 m
- 1998:  Italiaanse indoorkamp. - 6,83 m
- 1998:  EK indoor - 6,91 m
- 1998:  EK - 7,11 m
- 1999:  WK - 6,94 m
- 2000:  OS - 6,92 m
- 2001: 4e WK indoor - 6,87 m
- 2001:  WK - 7,02 m
- 2003: 9e WK - 6,46 m
- 2004: 6e WK indoor - 6,64 m
- 2005:  Italiaanse kamp. - 6,50 m (RW)
- 2005:  Middellandse Zeespelen - 6,64 m

1983 Heike Drechsler ·
1987 Jackie Joyner-Kersee ·
1991 Jackie Joyner-Kersee ·
1993 Heike Drechsler ·
1995 Fiona May ·
1997 Ljudmila Galkina ·
1999 Niurka Montalvo ·
2001 Fiona May ·
2003 Eunice Barber ·
2005 Tianna Madison ·
2007 Tatjana Lebedeva ·
2009 Brittney Reese ·
2011 Brittney Reese ·
2013 Brittney Reese ·
2015 Tianna Bartoletta ·
2017 Brittney Reese ·
2019 Malaika Mihambo ·
2022 Malaika Mihambo ·
2023 Ivana Španović